# シカゴ商品取引所

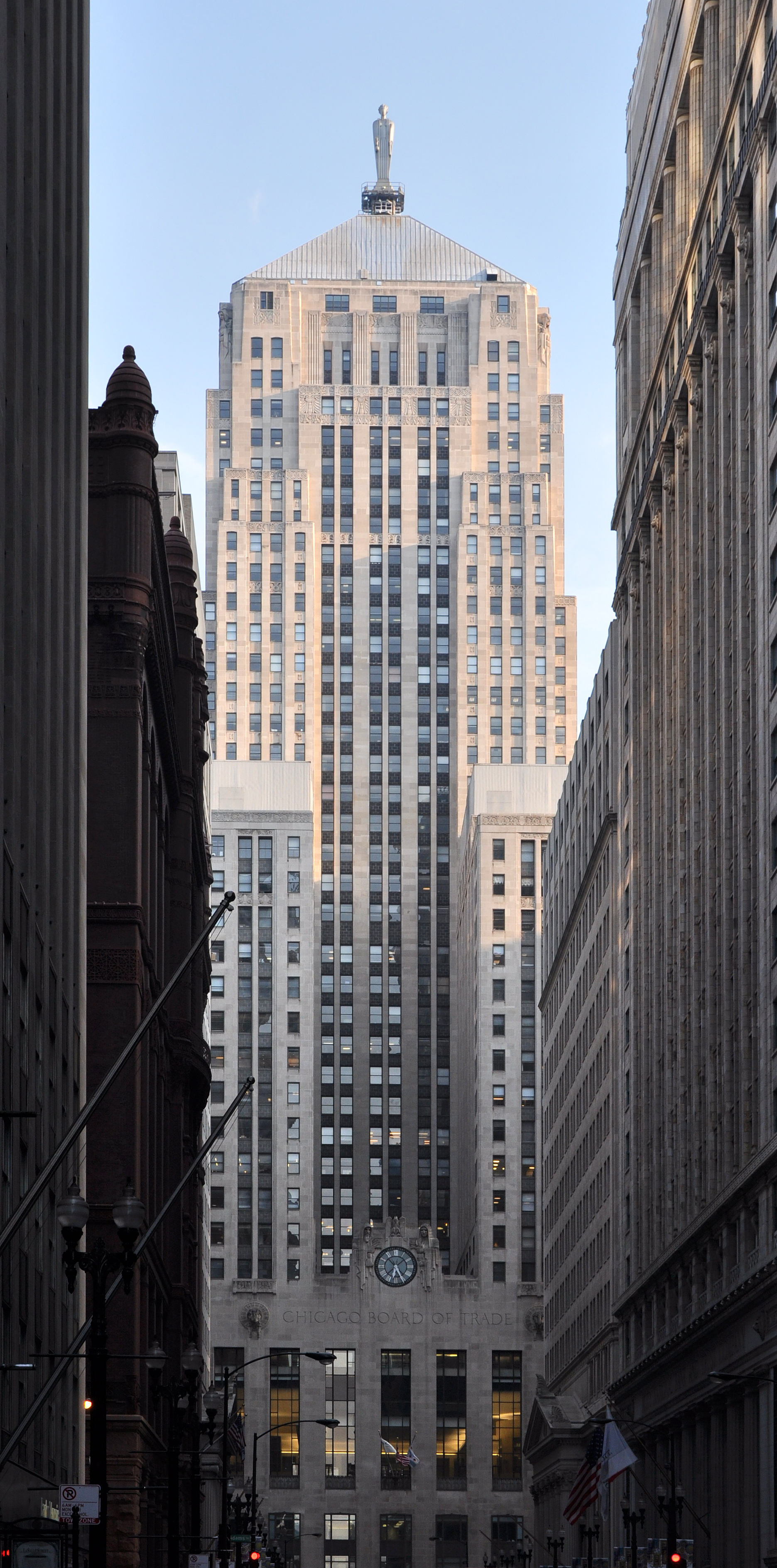
シカゴ商品取引所（シカゴ・ボード・オブ・トレード）が入居するシカゴ・ボード・オブ・トレード・ビルディング。1930年に完成したアールデコ様式の超高層ビル。

シカゴ商品取引所（シカゴしょうひんとりひきじょ、英: Chicago Board of Trade、略称：CBOT・CBT）は、シカゴ・マーカンタイル取引所グループのシカゴにある商品先物取引所である。

## 歴史
19世紀半ばの段階で、早くも信用リスクが深刻な状態であったため、1848年4月に82人の委員会メンバーによって採択が実施された。その後設置されたシカゴ商品取引所は、重要な役割を果たした。世界の商品市場に大きな影響力を持つ取引所で、特にトウモロコシや大豆などの穀物の先物価格形成に強みを持っている。
後背地の莫大な穀物の集散地としてシカゴが発達したことから、この地で取引所として始まった。
2007年7月にシカゴ・マーカンタイル取引所（CME）に買収されることが決まった。これにより、世界最大のデリバティブ取引所が誕生することになる。